# Lost Highway (filmzene)
A Lost Highway egy filmzenei album, mely David Lynch 1997-ben bemutatott Lost Highway – Útvesztőben című filmjének zenéjét és a filmben elhangzó dalokat tartalmazza. Az album producere Trent Reznor a Nine Inch Nails frontembere volt, aki korábban Oliver Stone Született gyilkosok című filmjének zenei producereként dolgozott. Reznort maga Lynch kérte fel. Reznor a filmhez két saját dalt és egy vadonatúj Nine Inch Nails dalt is kiválasztott – a The Perfect Drugot. A film zenéjét Angelo Badalamenti szerezte, aki már Lynch több filmjénél dolgozott együtt a rendezővel.

## Dalok
1. I'm Deranged (Edit) (David Bowie)
2. Videodrones;Questiones (Trent Reznor)
3. The Perfect Drug (Nine Inch Nails)
4. Red Bats With Teeth (Angelo Badalamenti)
5. Haunting & Heartbreaking (Angelo Badalamenti)
6. Eye (The Smashing Pumpkins)
7. Dub Driving (Angelo Badalamenti)
8. Mr. Eddy's Theme 1 (Barry Adamson)
9. This Magic Moment (Lou Reed)
10. Mr. Eddy's Theme 2 (Barry Adamson)
11. Fred & Renee Make Love (Angelo Badalamenti)
12. Apple Of Sodom (Marilyn Manson)
13. Insensatez (Antonio Carlos Jobim)
14. Something Wicked This Way Comes (Barry Adamson)
15. I Put A Spell On You (Marilyn Manson)
16. Fats Revisited (Angelo Badalamenti)
17. Fred's World (Angelo Badalamenti)
18. Rammstein (Edit) (Rammstein)
19. Hollywood Sunset (Barry Adamson)
20. Heirate Mich (Edit) (Rammstein)
21. Police (Angelo Badalamenti)
22. Driver Down (Trent Reznor)
23. I'm Deranged (Reprise) (David Bowie)

## Külső hivatkozások
- Lost Highway Soundtrack – Movie Music.com